# Matrice de pugh
 (mars 2012).
Si vous disposez d'ouvrages ou d'articles de référence ou si vous connaissez des sites web de qualité traitant du thème abordé ici, merci de compléter l'article en donnant les références utiles à sa vérifiabilité et en les liant à la section « Notes et références ».
La matrice de Pugh est une démarche en gestion de production.
Elle est utilisée dans le cadre d'une méthode Lean-Six Sigma.
C'est un processus de synthèse et de sélection de solutions en plusieurs étapes.
Elle permet d’évaluer différentes solutions qui seront les plus faciles à mettre en place, qui seront les moins couteuses, les plus visibles, qui donneront les meilleurs résultats le plus rapidement, le meilleur retour sur investissement, le moins de résistance au changement…
Une pondération est affectée à chaque critère et la matrice permet d'obtenir une "note" pour chaque solution. 